# Діафрагма (фотографія)

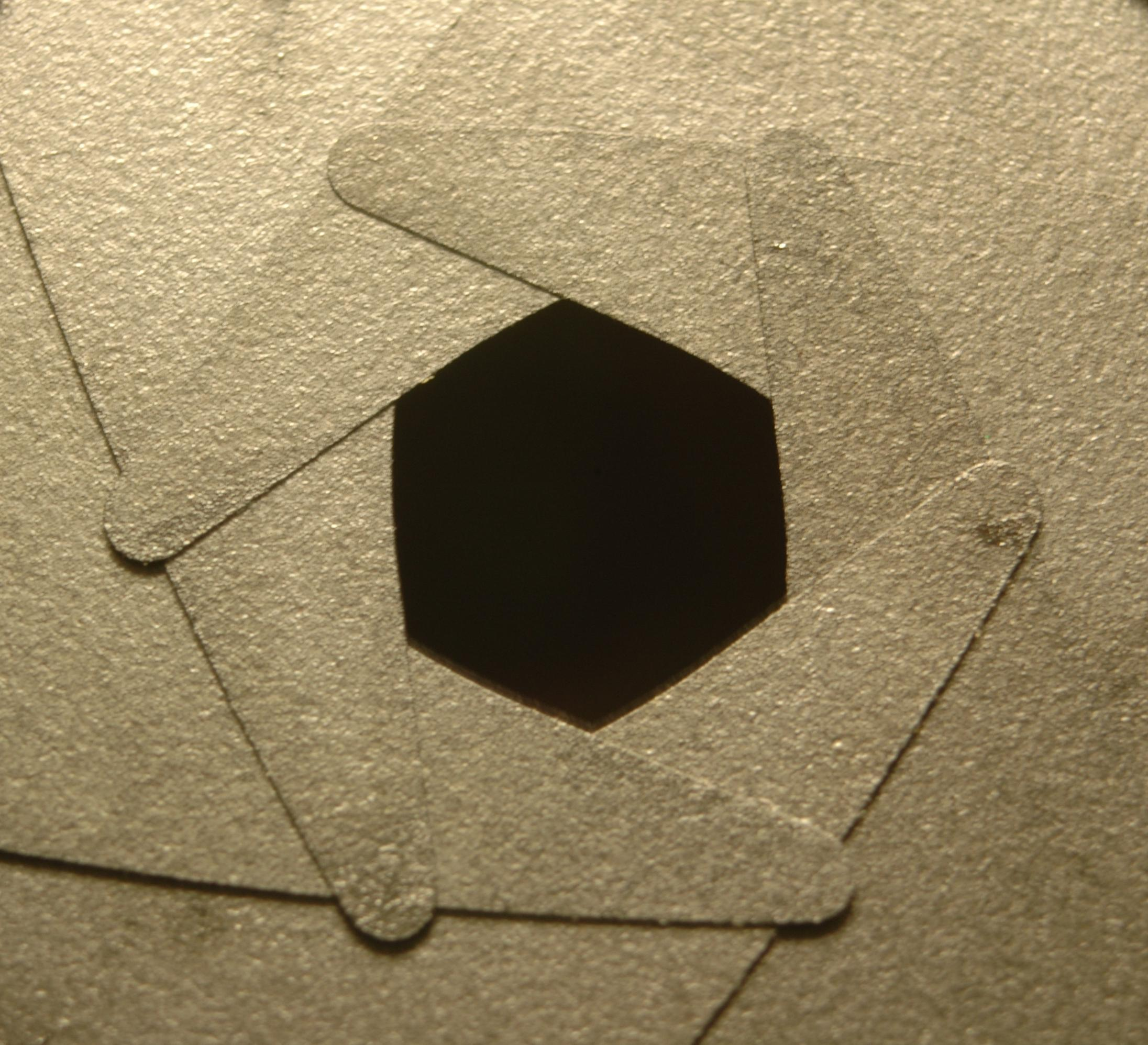
6-пелюсткова ірисова діафрагма з прямими пелюстками

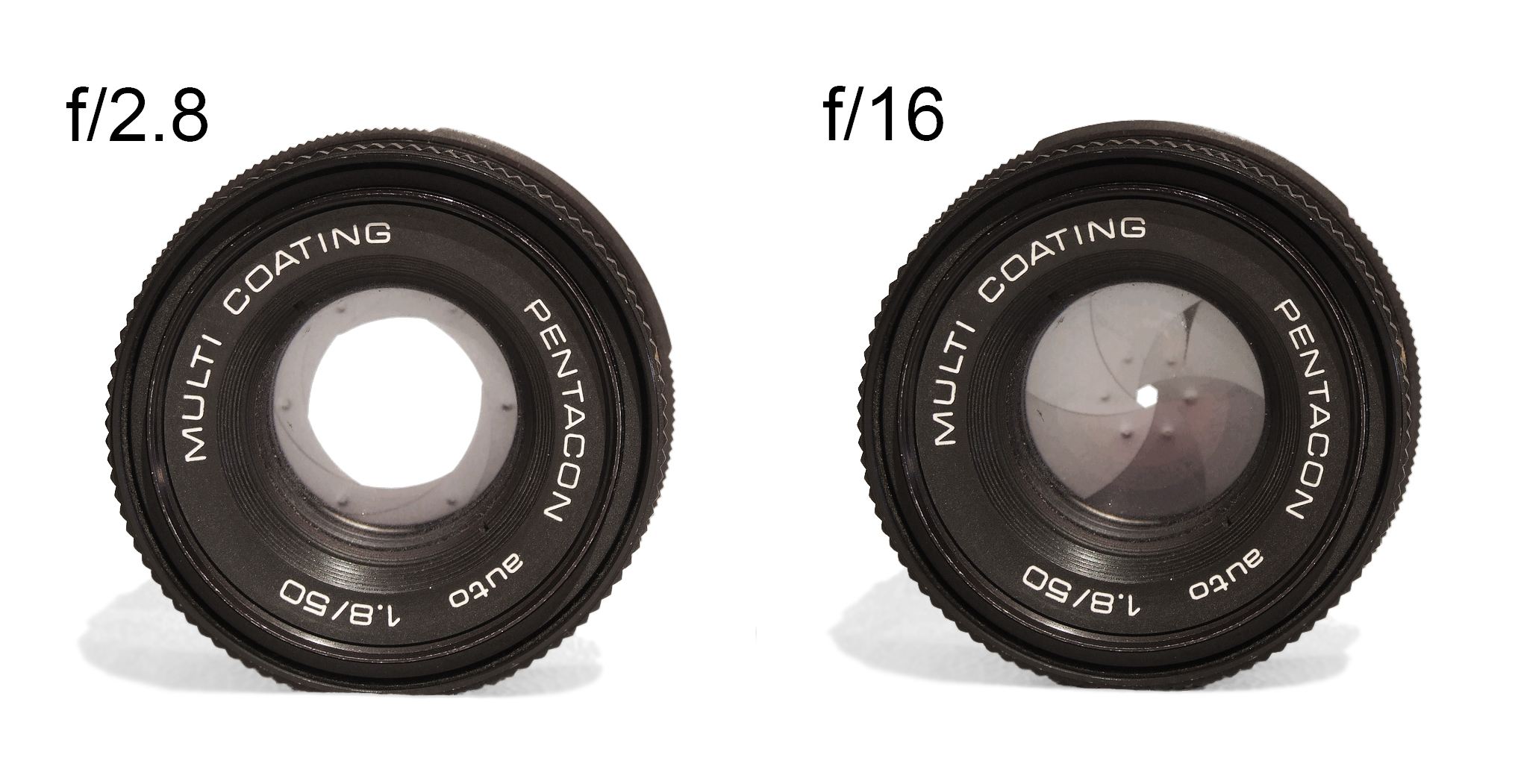
Відкрита (1) та закрита (2) апертурна діафрагма з серпоподібними пелюстками

Діафрагма (грец. διάφραγμα — перегородка) — пристрій об'єктива фотокамери, відеокамери у вигляді керованої перегородки, який дозволяє регулювати отвір, через який світло потрапляє в об'єктив, тобто змінювати світлосилу об'єктива — співвідношення яскравості оптичного зображення об'єкта до яскравості самого об'єкта, а також встановлювати необхідну глибину чіткості — глибину чітко зображуваного простору. 
Розрізняють такі діафрагми оптичних систем: 
- апертурну (дієву), що обмежує пучок променів, які виходять з осьової точки предмета (світлосилу труби);
- польову, обмежувальну для поля зору системи;
- віньєтну, що обмежує пучки променів, які виходять з точок предмета, розташованих, поза оптичною віссю, і викликають цим віньєтування (затемнення) зображення по краях поля зору.

В окремих випадках під терміном «діафрагма» також йдеться про діафрагмове число.
Термін «апертура», як правило, є синонімом слова «діафрагма», відмінність в тому, що під «апертурою» йдеться про тільки геометричне значення, а під «діафрагмою» — також і механічний пристрій регулювання апертури.
Для забезпечення необхідної експозиції при прикритті діафрагми необхідно збільшувати витримку (зменшувати число витримки). Діафрагма може налаштовуватись як в ручну, так і автоматикою камери.
Діючи подібно до зіниці людського ока, пелюстки внутрішньої діафрагми об'єктива відкривають і закривають отвір діафрагми, регулюючи кількість світла, що проходить через об'єктив. Величина, вказана на ободі об'єктива (F1.4. F2, F2.8. і так далі), позначає діаметр відносного отвору діафрагми й називається діафрагмовим числом або «f-стоп». Зі збільшенням цього числа діафрагма звужується («закрита» діафрагма), а зі зменшенням — розширюється («відкрита» діафрагма).

## Конструкція діафрагми

### Пелюсткова діафрагма
Пелюсткова діафрагма зазвичай складається з декількох (від 3 до 20) поворотних пелюсток, що приводяться в рух кільцем на оправі об'єктива або (у більшості сучасних об'єктивів) електроприводом, керованим фотокамерою. При повністю відкритій діафрагмі пелюстки формують круглий отвір, при частково закритій — багатокутник, близький до кола. Цей «багатокутник» впливає на вигляд так званого «боке». Вважається, що чим більше пелюсток в пристрої діафрагми, тим більш «красиве» виходить «боке», на інші параметри «красивості» пристрій діафрагми не впливає.
Для забезпечення якості «боке» збільшують число пелюсток діафрагми. При виготовленні пелюсткам надають серпоподібну форму — з закругленням внутрішньої частини, завдяки чому при різному діафрагмуванні форма отвору наближається до форми кола.
Всі інші конструктивні особливості діафрагми підвищують зручність, оперативність і точність роботи.

### Стрибуча діафрагма
Стрибуча діафрагма — особливість пристрою діафрагми й системи управління діафрагмою в сучасних однооб'єктивних дзеркальних фотокамерах, що полягає в здатності діафрагми виконувати діафрагмування об'єктива тільки в момент натискання на «спуск» фотокамери, завдяки чому наведення чіткості об'єкта виконується при повністю відкритому отворі об'єктива (тобто — при освітленні в відеошукачі, близькому до освітлення об'єкта фотографування), а фотографування виконується при освітленні, яке необхідне для світлочутливого матеріалу.
Механічні складності виготовлення швидкодійного багатопелюсткового механізму стрибучої діафрагми призвели до того, що деякі об'єктиви зі стрибучою діафрагмою мають набагато менше пелюсток, ніж «нестрибучі» аналоги.

### Репетир діафрагми
Репетир діафрагми — орган управління фотоапаратом — кнопка або важіль, — що здійснює закриття стрибучої діафрагми до заданого значення без зйомки. Така дія вимагається для правильної оцінки глибини чітко зображуваного простору.

### Натискна діафрагма
Натискна діафрагма — діафрагма, отвір якої змінюється під впливом спускової кнопки шляхом її напівнатискання — без додаткової пружини. У всьому іншому принципи її дії та застосування ідентичні стрибучій діафрагмі.